# Larry Brown (giocatore di football americano 1969)
Larry Brown Jr. (Miami, 30 novembre 1969) è un ex giocatore di football americano statunitense che ha giocato nel ruolo di cornerback nella National Football League (NFL). Fu scelto nel corso del dodicesimo giro (320º assoluto) del Draft NFL 1991 dai Dallas Cowboys con cui vinse tre Super Bowl e venne nominato MVP del Super Bowl XXX. Al college giocò a football coi TCU Horned Frogs.

## Carriera professionistica

### Dallas Cowboys
Brown fu scelto nel corso del dodicesimo giro del Draft 1991 dai Dallas Cowboys. Anche se non furono riposte in lui grandi speranza all'inizio della pre-stagione, sorprese gli allenatori, sebbene fosse stato costretto a saltare parte del training camp per un intervento di appendicite.
Nella sua prima stagione divenne stabilmente titolare, venendo inserito nella formazione ideale dei rookie. Nel 1995, coi Cowboys in procinto di firmare il cornerback Deion Sanders, Brown fu in procinto di essere spostato nel ruolo di nickelback finché Kevin Smith non si ruppe il tendine d'Achille nella prima gara della stagione contro i New York Giants nel Monday Night Football. Sanders firmò la settimana successiva e Brown rimase titolare disputando la miglior annata della carriera.
Quell'anno i Cowboys raggiunsero il Super Bowl XXX, dove Brown divenne il primo cornerback ad essere nominato MVP e il primo defensive back dal 1973. In quella gara, Brown' fece registrare due intercetti sul quarterback dei Pittsburgh Steelers Neil O'Donnell, aiutando i Cowboys a vincere il terzo titolo in quattro stagioni. Il premio e le acclamazioni che ricevette furono commoventi, considerando che pochi mesi prima, Brown aveva perso il fratello minore.
Brown fu un membro centrale dei 3 Super Bowl vinti da Dallas, malgrado fosse considerato l'anello debole della difesa se la cavò più che bene contro alcuni dei migliori ricevitori della lega, come Jerry Rice, Art Monk, Cris Carter e Sterling Sharpe. Rice giocò alcune gare pessime contro di lui, il che portò Brown ad affermare di dominare Rice, un'affermazione che gli si ritorse contro dopo la finale della NFC del 1994.

### Oakland Raiders
Brown divenne free agent immediatamente dopo la vittoria di MVP del Super Bowl, cosa che contribuì a fargli firmare un lucrativo contratto contro gli Oakland Raiders. La sua esperienza fu però una delusione, venendo svincolato dopo aver disputato solo 12 gare in due stagioni.

### Ritorno ai Cowboys
Brown fece ritorno a Dallas per la stagione 1998, la quale sarebbe stata l'ultima della sua carriera. Si ritirò con 14 intercetti ritornati per 210 yard e 2 touchdown.

## Palmarès

### Franchigia
- Super Bowl : 3

Dallas Cowboys: XXVII, XXVIII, XXX
- National Football Conference Championship: 3

Dallas Cowboys: 1992, 1993, 1995

### Individuale
- MVP del Super Bowl: 1

1995
- PFWA All-Rookie Team - 1991

## Statistiche
| Partite totali      | 95 |
| Partite da titolare | 75 |
| Intercetti          | 14 |